# Eliana Bandeira

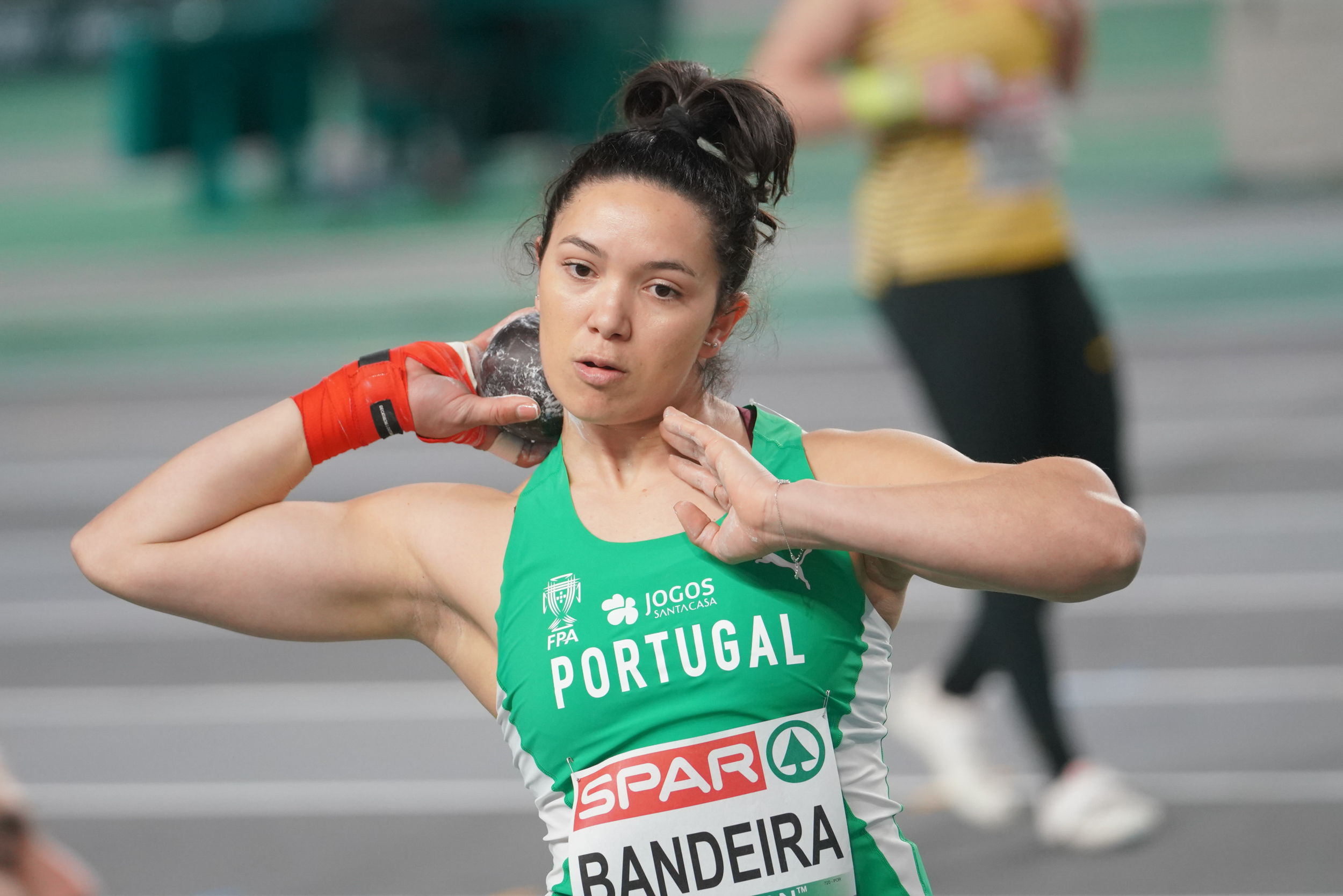
Eliana Bandeira, 2023

Eliana Bandeira (* 1. Juli 1996 in Fortaleza, Brasilien) ist eine portugiesisch-brasilianische Leichtathletin, die sich auf das Kugelstoßen spezialisiert hat.

## Karriere
Nachdem sie in der Jugend an brasilianischen Jugend- und Juniorenmeisterschaften teilgenommen hatte, startete Eliana Bandeira 2016 erstmals bei portugiesischen Hallenmeisterschaften in Pombal. Beim Kugelstoßen belegte sie beim Sieg von Jessica Inchude den dritten Platz und sicherte sich direkt bei der ersten Teilnahme an einer Meisterschaft der Erwachsenen eine Medaille. Ein Jahr später nahm sie erneut an den portugiesischen Hallenmeisterschaften, die erneut in Pombal ausgetragen wurden, teil. Am 11. Februar 2017 belegte sie beim Kugelstoß-Wettbewerb der Meisterschaft mit einer Weite von 15,21 Meter hinter Francislaine Serra den zweiten Platz. Sie startete in diesem Jahr zudem erstmals bei den portugiesischen Meisterschaften. In Vagos gewann sie im Kugelstoßen mit einer Weite von 13,63 Metern die Bronzemedaille.
Am 10. Februar 2018 belegte Eliana Bandeira bei den portugiesischen Hallenmeisterschaften mit einer Weite von 15,03 Meter zwar nur den zweiten Platz, konnte aber trotzdem den portugiesischen Meistertitel gewinnen, weil die Gewinnerin des Wettbewerbs, die guinea-bissauischer Kugelstoßerin Jessica Inchude, keine Medaille gewinnen konnte. Am 20. Juni 2018 stellte sie mit einer Weite von 16,63 Meter beim Meeting José Custódio in Lissabon eine neue persönliche Bestleistung auf. Auch bei den portugiesischen Freiluftmeisterschaft kam es zu dem Kuriosum, dass die Zweitplatzierte Portugiesische Meisterin wurde. Mit einer Weite von 15,75 Meter sicherte sich Bandeira den zweiten Platz und damit auch den portugiesischen Meistertitel im Freien. Durch ihre guten Leistungen im Jahr qualifizierte sich Eliana Bandeira für die Leichtathletik-Europameisterschaften 2018 in Berlin. In der Qualifikation konnte sie nicht an ihre guten Leistungen anknüpfen und verpasste mit einer Weite von 15,18 Meter klar das Finale.
Bei den Olympischen Spielen 2024 in Paris verpasste sie mit einer Weite von 17,97 m als 15. der Qualifikation das Finale.